# 2038.
◄ | 20. stoljeće | 21. stoljeće | 22. stoljeće | ►
◄ | 2000-ih | 2010-ih | 2020-ih | 2030-ih | 2040-ih | 2050-ih | 2060-ih | ►
◄◄ | ◄ | 2035. | 2036. | 2037. | 2038. | 2039. | 2040. | 2041. | ► | ►►
Astronautika • Astronomija

## Događaji
- 5. siječnja – prstenasta pomrčina Sunca
- 19. siječnja – zadnji datum koji je moguće zapisati u mnogim računalnim operativnim sustavima i programima
- 25. travnja – Uskrs pada na zadnji mogući datum; posljednji put se to dogodilo 1943.
- 2. srpnja – prstenasta pomrčina Sunca
- 26. prosinca – potpuna pomrčina Sunca